# István Szabó
István Szabó (n. 18 februarie 1938, Budapesta, Ungaria) este un regizor maghiar, singurul regizor maghiar câștigător al unui premiu Oscar.

## Biografie
Szabo s-a născut în 1938 la Budapesta într-o familie de evrei convertiți la catolicism. Tatăl său, medic de profesie, se numea la fel, István Szabó, și era descendentul unei familii de medici, iar mama sa de numea Mária, născută Vita.
Familia a trecut cu bine primii ani ai războiului și ai deportărilor masive ale evreilor maghiari în vara anului 1944, dar, după căderea regimului lui Horthy și instalarea regimului Partidului Crucilor cu săgeți al lui Ferenc Szálasi în octombrie 1944 a intrat în vizorul noilor autorități pronaziste care pregătea exterminarea evreilor,chiar și creștinați, rămași în viață, și a fost nevoită să se ascundă până la 13 februarie 1945, ziua victoriei Armatei sovietice asupra armatei germane la Budapesta. Szabo junior a fost ascuns într-un orfelinat, dar tatăl său, ascuns si el, s-a îmbolnăvit de difterie și a murit la scurt timp după izgonirea naziștilor.
Amintiri din acele zile din copilărie au revenit ulterior în câteva din filmele sale.

### Înainte de 1964
În copilărie Szabó dorea sa devina medic ca răposatul său tată. Dar la 16 ani, inspirat de o carte a cineastului Béla Balázs a decis să devină regizor de cinema. Dupa terminarea liceului,a fost unul din cei 11 candidați admisi dintr-un număr de 800, la Academia de Drama și film din Budapesta. A devenit acolo elevul unor profesori ca Félix Máriássy, Zsolt Kézdi-Kovács, János Rózsa, Pál Gábor, Imre Gyöngyössy, Ferenc Kardos, and Zoltán Huszárik care i-a devenit mentor. Între colegii săi de clasa s-a numărat Judit Elek.
La inceput a regizat mai multe filme scurte, cel mai insemnat dintre ele fiind lucrarea sa de diploma, filmul Koncert (1963) care a obtinut un premiu la Festivalul International de Filme Scurte de la Oberhausen. Ulterior a devenit elevul lui János Herskó, directorul Studiourilor de Film maghiare Hunnia. În aceste împrejurări la 25 ani a avut ocazia să regizeze prima dată un film artistic de lung metraj și nu a trebuit sa astepte pentru acesta ca altii, încă zece ani ca asistent de regie.    
Debutul său a coincis cu începerea așa numitului -nou val al cinematografului maghiar, val asemănător cu cele parvenite în cinematografiile mai multor tari din vestul și estul Europei.
Aceasta s-a produs ca urmare a unei liberalizări politice, a descentralizării în industrie, a inițierii unor filme văzute ca potrivite pentru exportul pe piata oocidentală. filmele lansate erau experimentale ca formă, exprimau o împotrivire față de establishment, și erau mai deschise spre explorări psihologice decât cele din generația precedentă. În circumstantele reformelor așa numitului comunism de gulaș  creatorii de filme maghiari au beneficiat de o creștere a libertății de expresie .

## Subiecte controversate din biografie
La 26 ianuarie 2006, o controversă a izbucnit în săptămânalul maghiar Élet és Irodalom („Viața și literatura“). Revista afirma că Szabó ar fi fost  „agent“ al poliției secrete a Republicii Ungare, pe vremea regimului Kádár. István Szabó a trebuit să scrie rapoarte cu privire la colegii săi foștii de la Universitatea de Artă Teatrală și Cinematografică (a scris 48 de astfel de rapoarte). Pus pe lista neagră pe temeiul unor dovezi compromițătoare, Szabó a fost forțat sa lucreze ca un „agent“ timp de doar un an după revolta de la Budapesta din 1956. Szabó a recunoscut faptele, a susținut că a făcut aceasta „pentru a-l salva de la spânzurătoare pe tovarășul său revoluționar Pál Gábor și pe sine însuși“. În februarie 2006, cu prilejul prezentării filmului său Rokonok, Koltai Lajos și patru din foștii studenți despre care a dat rapoarte, au ținut o conferință de presă pentru a povesti amintirile lor din Ungaria post-revoluționară din anii 1950 și au declarat că nu îi poartă pică în vreun fel lui Szabó.

## Filmografie
- 1963 : Te, short-film
- 1964 : Age of dreaming (Álmodozások kora)
- 1966 : Tata (Apa)
- 1970 : Poveste de dragoste (Szerelmesfilm)
- 1973 : Tűzoltó utca 25.
- 1976 : Budapest Tales
- 1980 : Încrederea (Bizalom)
- 1980 : Der grüne Vogel
- 1981 : Mefisto (Mephisto)
- 1985 : Colonelul Redl
- 1988 : Hanussen
- 1991 : Întâlnire cu Venus (Meeting Venus)
- 1992 : Scumpă Emma, dragă Böbe (Édes Emma, drága Böbe)
- 1999 : Familia Sonnenschein (Sunshine / A napfény íze)
- 2001 : Cazul Furtwangler (Taking Sides / Der Fall Furtwängler)
- 2002 : Tíz perc
- 2004 : Julia (Csodálatos Júlia)
- 2006 : Relatives (Rokonok)
- 2011 : Ușa (The Door)